# Tikøb Sogn
Tikøb Sogn er et sogn i Helsingør Domprovsti (Helsingør Stift).
Tikøb sogn var i 1800-tallet et selvstændigt pastorat. Det hørte til Lynge-Kronborg Herred i Frederiksborg Amt. Sognet var tidligere Sjællands største landsogn og et af de største i landet, men i 1876 blev Kronborg Ladegård, Kronborg Teglgård og Meulenborg indlemmet i Helsingør Købstad. 
I 1877 blev Hornbæk Sogn udskilt fra Tikøb Sogn. I fiskerlandsbyen Hornbæk var
Hornbæk Kirke opført som filialkirke til Tikøb Kirke allerede i 1737. Hornbæk Sogn omfattede også Hellebæk, hvor der var et kapel fra 1786. Hellebæk Kirke blev indviet i 1920, og Hellebæk blev et kirkedistrikt i Hornbæk Sogn indtil 1961, hvor det selvstændige Hellebæk Sogn blev udskilt.
Egebæksvang Kirke blev indviet i 1897, og Egebæksvang Sogn blev udskilt fra Tikøb Sogn i 1928. Gurre Kirke blev i 1918 indviet som filialkirke til Tikøb Kirke. Gurre blev så et kirkedistrikt i Tikøb Sogn. Tikøb sognekommune, der ved kommunalreformen i 1970 blev indlemmet i Helsingør Kommune, omfattede alle disse sogne og kirkedistrikter.
Sthens Kirke blev indviet i 1983. Allerede 1. december 1977 var Sthens Sogn udskilt fra Sankt Olai Sogn og  Egebæksvang Sogn. Mørdrup Kirke blev opført i to etaper (1976 og 1984). 1. juli 1977 blev Mørdrup Sogn udskilt fra Egebæksvang Sogn. Da kirkedistrikterne blev nedlagt 1. oktober 2010, blev Gurre kirkedistrikt udskilt som det selvstændige Gurre Sogn.

## Stednavne
I sognet findes følgende autoriserede stednavne:
- Bistrup (bebyggelse, ejerlav)
- Bøtterup (bebyggelse, ejerlav)
- Dale (bebyggelse)
- Danstruplund (landbrugsejendom)
- Grønnerende (bebyggelse)
- Gurre (bebyggelse, ejerlav)
- Gurre Overdrev (bebyggelse)
- Gurre Sø (vandareal)
- Gurre Vang (areal, ejerlav)
- Harreshøj (bebyggelse, ejerlav)
- Horserød Hegn (areal, ejerlav)
- Horserød Overdrev (bebyggelse)
- Jonstrup (bebyggelse, ejerlav)
- Krogenberg Hegn (areal, ejerlav)
- Kvistgård (bebyggelse)
- Langesø Plantage (bebyggelse)
- Lille Esbønderup (bebyggelse, ejerlav)
- Lille Kathøj (bebyggelse)
- Lille Reerstrup (bebyggelse)
- Munkegårde (bebyggelse, ejerlav)
- Ny Horserød (bebyggelse)
- Nygård (bebyggelse, ejerlav)
- Nyrup (bebyggelse, ejerlav)
- Nyrup Hegn (areal, ejerlav)
- Nyrup Overdrev (bebyggelse)
- Nyrupgård (landbrugsejendom)
- Plejelt (bebyggelse, ejerlav)
- Plejelt Overdrev (bebyggelse)
- Ravnebakke (bebyggelse)
- Reerstrup (bebyggelse, ejerlav)
- Risby (bebyggelse, ejerlav)
- Rørtang Overdrev (bebyggelse)
- Spidsbjerg (bebyggelse)
- Sønderborg Huse (bebyggelse)
- Såne (bebyggelse, ejerlav)
- Tikøb (bebyggelse, ejerlav)
- Tikøb Skovhuse (bebyggelse, ejerlav)
- Tinkerup (bebyggelse)
- Øerne (bebyggelse)
- Ømose (bebyggelse)

## Geografi
Jorderne er for en stor del lette og sandede. Sognet er rigt på skove, nemlig statsskovene Egebæksvang, Nyrup Hegn, Kelleris Hegn, Gurre Vang, Krogenberg Hegn, Horserød Hegn og en del af Teglstrup Hegn. Der er mange moser og søer, hvoraf den største er Gurre sø på omkring 210 ha med øerne Storø, Lilleø, Gåseø, Grydeholm, Mågeø og Langeland.